# Pierre Dimonékéné
Pierre Dimonékéné – kongijski piłkarz grający na pozycji obrońcy. W swojej karierze grał w reprezentacji Konga.

## Kariera reprezentacyjna
W 1978 roku Dimonékéné został powołany do reprezentacji Konga na Puchar Narodów Afryki 1978. W nim rozegrał trzy mecze grupowe: z Ugandą (1:3), z Marokiem (0:1) i z Tunezją (0:0).